# Cronaca dell'846
La Cronaca dell'846 è una cronaca universale frammentaria scritta in siriaco da un autore anonimo tra l'846 e l'873. L'ultima parte dell'opera, quella di maggior valore, si concentra sulla storia ecclesiastica. L'opera adotta il punto di vista della Chiesa ortodossa siriaca.

## Data, autore e trasmissione
La Cronaca è conservata nei folii 1–36, 40 e 41 di un solo manoscritto, Brit. Mus. Add. MS 14642, che fu ricopiata agli inizi del X secolo in caratteri Esṭrangela. La copia è un palinsesto: i folio (le pagine) sono tratte da cinque differenti manoscritti greci, cancellati e sovrascritti. "Opera perfettamente distinta", il codice nel quale è conservata contiene al suo interno la Cronaca dell'813 ma in origine si trattava di un manoscritto separato. Il testo originale della Cronaca dell'846 aveva inizio con la Creazione, ma tale parte è andata perduta. Il testo superstite inizia con la nascita di Levi, figlio del patriarca ebreo Giacobbe. A causa della non perfetta conservazione, vi sono delle lacune nel testo pervenuto riguardanti i periodi 30 a.C.–37 d.C., 230–275, 431–449, 540–574, 582–601 e 610–679.
La parte finale del testo non presenta lacune. L'ultimo evento narrato è l'ordinazione del patriarca Giovanni IV di Antiochia nell'846. La cronaca, nella forma conservatasi, fu completata subito dopo tale data o comunque prima della morte di Giovanni nell'873. Si ritiene che la cronaca, nella sua prima stesura, terminasse con gli eventi del 784, per poi essere aggiornata da un secondo autore che l'avrebbe proseguita con un elenco di nomi e date fino all'846. Il primo curatore del testo, E. W. Brooks, basandosi sul numero di riferimenti ai vescovi di Ḥarrān,  ha avanzato l'ipotesi che possa essere stata composta proprio in quella città. Successivamente ipotizzò che fosse stata redatta nel monastero di Qarṭmin, ma Ephrem Barsaum ha obiettato che la connessione con Qarṭmin deriva dal fatto che la cronaca avesse usato come fonte la Cronaca dell'819, che probabilmente fu redatta proprio in quel luogo.
L'unica copia superstite della Cronaca dell'819 fu realizzata da un certo Severo per suo zio Davide, un monaco di Qarṭmin consacrato vescovo di Ḥarrān da Giovanni IV. Andrew Palmer da ciò deduce che la Cronaca dell'846 fosse opera di Davide, che avrebbe commissionato al nipote la realizzazione di una copia di una cronaca anteriore affinché potesse servire ai suoi propositi. Anche se non si tratterebbe dell'autore principale della Cronaca dell'846, potrebbe essere stato il compilatore che la estese dal 784 all'846 e la interpolò con informazioni tratte dalla Cronaca dell'819. Inoltre Palmer ipotizza che Nonno di Ḥarrān, un monaco di Qarṭmin divenuto vescovo di Ṭur ʿAbdin poco prima dell'845, possa essere stato colui che portò a compimento la stesura della Cronaca dell'846.

## Fonti, contenuto e struttura
La Cronaca consiste in una serie di stringate notizie riportate in ordine cronologico, tipicamente precedute dall'anno espresso usando l'era seleucide. La prima parte, relativa alla storia universale a partire dalla creazione, si basa sul Chronicon di Eusebio di Cesarea. Le sezioni successive sono incentrate sulla storia locale e usano come fonti delle cronache non universali, nonché liste di vescovi e i canoni dei concili ecclesiastici. Per il V e il VI secolo tratta soprattutto la storia ecclesiastica. Tra le sue fonti vi sono le storie ecclesiastiche di Giovanni da Efeso e dello Pseudo-Zaccaria Retore, la cronaca andata perduta di Giacobbe di Edessa e la Dottrina di Addai. Le sue fonti coincidono, almeno in parte, con quelle usate dalla melchita Cronaca del 641 e dalla Cronaca di Edessa. Per il VII e VIII secolo, cioè a partire dall'espansione islamica, dipende principalmente dalla Cronaca dell'819.
Per il periodo 679–784, la Cronaca dell'846, inconsuetamente, trascura la storia ecclesiastica concentrandosi sulla descrizione dei principali eventi politici relativi all'Impero bizantino e al Califfato islamico. Per questo periodo risulta generalmente indipendente da tutte le altre fonti superstiti. Fino al 728 tratta principalmente la storia politica, ma dal 734 torna a trattare la storia ecclesiastica con notizie relative ai califfi. La sezione conclusiva contiene una lista di califfi dal 784 al regno di al-Maʾmūn (813–833), ma non menziona la morte di quest'ultimo, nonché una lista di patriarchi siriaci ortodossi di Antiochia dal 784 all'846.
La Cronaca dell'846 si sovrappone con altre opere che si basano sulle stesse fonti, come la Cronaca di Zuqnin (775) e le opere di Teofane Confessore (IX secolo), Michele il Siro (XII secolo) e Barebreo (XIII secolo). Tuttavia, soprattutto per i periodi 574–582, 601–610 e 679–846, riporta informazioni di un certo valore non riportate da altre fonti, tra cui le estorsioni dei governatori arabi dell'Iraq e un altrimenti ignoto vescovo di Edessa, Atanasio, attivo intorno al 750. Conformemente al punto di vista siriaco ortodosso adottato, la Cronaca è ostile all'imperatore bizantino Leone III Isaurico e favorevole al califfo ʿUmar. Il resoconto della campagna di Sharāḥīl ibn ʿUbayda contro i Bulgari nel corso dell'assedio di Costantinopoli del 717-718 potrebbe derivare da una fonte araba.